# Terebiniec (gromada)
Terebiniec – dawna gromada, czyli najmniejsza jednostka podziału terytorialnego Polskiej Rzeczypospolitej Ludowej w latach 1954–1972.
Gromady, z gromadzkimi radami narodowymi (GRN) jako organami władzy najniższego stopnia na wsi, funkcjonowały od reformy reorganizującej administrację wiejską przeprowadzonej jesienią 1954 do momentu ich zniesienia z dniem 1 stycznia 1973, tym samym wypierając organizację gminną w latach 1954–1972.
Gromadę Terebiniec z siedzibą GRN w Terebińcu utworzono – jako jedną z 8759 gromad na obszarze Polski – w powiecie hrubieszowskim w woj. lubelskim na mocy uchwały nr 8 WRN w Lublinie z dnia 5 października 1954. W skład jednostki weszły obszary dotychczasowych gromad Strzyżowiec, Terebiń i Terebiniec ze zniesionej gminy Werbkowice w tymże powiecie. Dla gromady ustalono 9 członków gromadzkiej rady narodowej.
1 stycznia 1960 gromadę zniesiono, włączając jej obszar do gromady Werbkowice w tymże powiecie.